# Гонтар Віктор Петрович
Віктор Петрович Гонтар (1 травня 1905, с. Опарипси, Радивилівський район, Рівненська область, Українська РСР, СРСР — 9 грудня 1987, Київ) — Заслужений діяч мистецтв України, директор театрів Російської драми і Київської опери (з 1954 року), зять Микити Сергійовича Хрущова. Дружина — Юлія Микитівна Хрущова (1916—1981), народжена від першої дружини Микити Хрущова Єфросінії Писаревої (пом. 1919).

## Життєпис
Під час радянсько-німецької війни був в евакуації в Середній Азії.
Був директором театру Російської драми та Київського державного академічного театру опери та балету імені Шевченка. З 6 по 22 жовтня 1963 року керував радянською делегацією артистів Київського театру імені Шевченка під час гастрольної поїздки Кубою. Працював директором Київської філармонії. У грудні 1962 року йому присвоєно почесне звання «Заслужений діяч мистецтва Української РСР».

Могила Віктора Гонтаря

Помер 9 грудня 1987 року. Похований в Києві на Лук'янівському цвинтарі (ділянка № 9).